# Phegopteris sericea
Phegopteris sericea là một loài dương xỉ trong họ Thelypteridaceae. Loài này được Mett. in Eaton mô tả khoa học đầu tiên năm 1860.
Danh pháp khoa học của loài này chưa được làm sáng tỏ. 